# Silent sentinel
Silent sentinel, eller Leesburg Confederate Soldier Memorial, är ett amerikanskt minnesmärke över fallna soldater från Loudoun County i Virginia under amerikanska inbördeskriget, vilken mellan 1908 och 2020 stod på Courthouse Square framför Loudoun County Courthouse i Leesburg i Virginia.
Statyn är i brons och skapades av Frederick William Sievers. Den föreställer en stående ung sydstatssoldat med sin musköt i beredskapsställning. I likhet med många andra liknande soldatstatyer från denna tid saknar han dock patronväska vid bältet på höften, varav benämningen "silent". Statyn är ungefär i naturlig storlek och var placerad`  en drygt två meter hög sockel. I likhet med andra liknande statyer i Sydstaterna, var den placerad så att soldaten står vänd norrut mot Nordstaterna.
Inskription på minnesmärket: "In memory of the Confederate soldiers from Loudoun County Va. Erected May 28 1908"
Silent sentinel är en av ett hundratal minnesmärken i Sydstaterna över personer från det amerikanska inbördeskriget, som uppfördes i början av 1900-talet, varav många initierades av United Daughters of the Confederation. De tillkom under en era, då afro-amerikaner utsattes för en våg av diskriminerande delstatliga lagar i Sydstaterna, de så kallade Jim Crow-lagarna. Minnesmärkena tillkom i ett bestämt politisk sammanhang, i vilket också ingick spridningen av den alternativa historiebilden Lost cause of the Confederacy, innebärande att Sydstaternas sak var rättvis och heroisk med avsikt att bevara Sydstaternas speciella kultur och frihet.
Ett stort antal liknande vaktpoststatyer, både av unionssoldater och av konfedererade soldater, har rests i USA. En känd staty, som är mycket lik Silent Sentinel i Leesburg, är Silent Sam av John A. Wilson, som restes 1913 på McCorkie Place på University of North Carolina at Chapel Hill, efter en insamlingskampanj av United Daughters of the Confederation som startades 1907. Silent Sam togs ned av protesterande studenter 2018 och överlämnades 2019 efter juridiska turer till lokalavdelningen av Sons of Confederate Soldiers.
År 1921 invigdes också ett minnesmärke över första världskriget på Courthouse Square i Leesburg 1956 ett minnesmärke över andra världskriget och Koreakriget och 2015 ett minnesmärke över amerikanska frihetskriget. År 2015 avsattes också medel för ett minnesmärke vid Loudoun Courthouse för att hedra de slavar som såldes på trappan till tingshuset samt dem från Loudoun County som slogs för Nordstaterna under inbördeskriget. Fler än 250 fria svarta, födda i Loudoun County, var enrollerade i unionsarmén.

## Historik
Uppförande av ett minnesmärke över inbördeskriget började diskuteras 1901 vid ett möte för Clinton Hatcher Camp Confederate Veterans and Sons och Loudoun Chapter av Daughters of the Confederacy. År 1906 beslöt styrelsen i Loudoun County att ge ett finansiellt bidrag för att resa en staty på tingshusets tomt. Statyn invigdes i maj 1908 som den första offentliga skulpturen i Loudoun County. År 2008 firades statyns 100-årsjubileum på initiativ av United Daughters of the Confederacy och med ekonomiskt bidrag av Loudon County, som då hade ett republikanskt styre. 

## Nedtagningen av statyn
Under 2020 avlägsnades ett antal sydstatsmonument från platser i Sydstaterna i kölvattnet av protester mot rasism och polisbrutalitet. Dessa orsakades till stor del av  reaktioner på fallet George Floyd, en händelse i Minneapolis där en afroamerikansk man bragts om livet av en polisman. Den offentliga diskussionen om Silent sentinel påbörjades dock redan några år tidigare.
Styrelsen för Loudoun County tog beslut om statyns vara den 7 juli 2020. Dessförinnan hade per den 1 juli en delstatslag upphört, vilken förbjöd lokala styren att ta bort minnesmärken över inbördeskriget. Vidare hade den lokala avdelningen av United Daughters of the Confederation, med hänvisning till förhandsbesked om styrelseledamöternas ställningstagande, skickat en begäran till styrelsen om att få statyn åter inför rädsla om vandalisering. Styrelsen konfirmerade att organisationen ägde statyn och beslöt enhälligt att villfara begäran. Därmed undanröjdes också möjliga juridiska turer om avlägsnandet av statyn.